# Mátramindszent–Mátranovák-Homokterenye-vasútvonal
A Mátramindszent–Mátranovák-Homokterenye-vasútvonal a MÁV 83-as számú megszűnt vasúti mellékvonala Nógrád vármegyében. Mátramindszenten ágazik ki a Kisterenye–Kál-Kápolna-vasútvonalból (84. sz. vonal), ahol 2007 óta szintén nincsen személyszállítás. A személyszállítás 1994-ben, a teherforgalom 1995-ben szűnt meg a vonalon. A pálya 2009-re használhatatlanná vált a kapcsolószerek lopása miatt.

## Történet
A vonalat a Mátrai HÉV társaság a mátranováki szénbányák kiszolgálása céljából építette. Átadására a Kisterenye - Kál - Kisújszállás vonallal egyidőben, 1887. július 31-én került sor. Az 5200 méter hosszú, 10 ezrelék legnagyobb emelkedésű, csak teherforgalomra szolgáló szárnyvonal építésénél a fővonalon alkalmazottnál kisebb, "n" jelű, 20 kilogramm/folyóméter súlyú síneket használtak.
Az 1900-as években a vonalat átépítették, az "n" jelű síneket erősebb, "i" rendszerű, 23 kilogramm/folyóméteresekre cserélték. Mátramindszent és Mátranovák állomásokat bővítették, utóbbi új, HÉV III. osztályú felvételi épületet kapott. Ezt követően 1911. június 23-ától megnyitották közforgalomra, illetve megindult a személyszállítás is.
1914-ben két új megálló nyílt a vonalon, előbb május 1-jén Mátramindszenttől 1700 méterre, "Némethídja" elnevezéssel, majd július 26-án a 6-os őrháznál, Homokterenye néven a 37-es szelvényben. Előbbi neve 1925-től Némethídjáról Nádújfalura módosult, majd 1950 körül megszűnt.
1957/58-ban a felépítményt betonaljas, 24 méter sínhosszúságú "I" rendszerűre cserélték, ezáltal lehetővé vált a legnagyobb tengelyterhelés 18,5 tonnára, a sebesség 40 kilométer/órára történő felemelése. A 60-as évek végén fénysorompó létesült a 23-as főút átjárójában. 1969-ben Mátranovák állomásán kicserélték a biztosító berendezést.
A hatvanas évektől a szénbányászat visszaszorulása mellett, (1967-ben bezárt a csipkési bányaüzemet kiszolgáló Ambrusbánya rakodó is), fokozatosan a Ganz mátranováki gyáregysége lett a fő fuvaroztató. A forgalom csökkenése és létszámtakarékosság miatt a vonalon egyszerűsített forgalmi szolgálatot vezettek be.
1981 novemberében Homokterenye megállóhelyen a helyből kezelt teljes sorompót fénysorompó váltotta fel, a sorompókezelői szolgálat, és ezzel együtt a jegykiadás is megszűnt. Az őrházat később elbontották, helyette egyszerű esőbeálló épült.
Az 1980-as évekig jártak a kisterenyei fűtőház gőzmozdonyai a vonalon. 1985-től a személyforgalomban, annak megszűnéséig, (1994) a szintén Kisterenyéről kiállított Bzmot sorozat a meghatározó. A nyolcvanas években átlagosan napi 6 pár személyvonat közlekedett, nagyjából 3 óránként. A vonatok egy része Kisterenyéig, illetve napi egy pár Salgótarjánig közlekedett.

## Utolsó évek
Az 1993. május 23-án életbe lépett menetrend már csak 3 Mátranovák - Kisterenye, és 2 Kisterenye - Mátranovák viszonylatú személyvonatot tartalmaz. Ezt rövidesen tovább csökkentették, 1 reggeli Mátranovák - Kisterenye vonatra, és egy délutáni Mátramindszent - Mátranovák - Mátramindszent vonatpárra. Indulási időpontok az utolsó időkben: Mátranovákról 5:03-kor Kisterenyére és 16:03-kor Mátramindszentre, visszafelé Mátramindszentről Mátranovákra 15:23-kor. Mivel ekkor már Mátranovákon sem volt szolgálat, az állomáson található teljes sorompót is a vonatszemélyzet kezelte.
A következő évben, 1994. május 29-étől megszűnt a menetrend szerinti személyforgalom a vonalon.
1995. március 1-jétől felfüggesztésre került a teherforgalom is. Az utolsó fuvaroztató a Ganz mátranováki gyáregysége volt, ahol vasúti forgóvázkeretek gyártása folyik. Az utolsó teljes évben, 1994-ben 2193 tonna áru gördült végig a síneken.
1999. július 9-én és 10-én egyfajta hattyúdalként az I. Országos Vasútbarát Találkozó különvonatai leheltek életet az évek óta forgalom nélküli pályába.
A Budapestről érkezett 3 kocsis különvonat mellett egy 300-as sorozatú Bzmot motorkocsi ingázott a vonalon. 11-ére virradóra az esőzések Nemti közelében elmosták a pályát, az utolsó napra tervezett vonatok elmaradtak, a budapesti különvonat szerelvénye Mátranovákon rekedt. Valószínűleg ennek a 3 kocsinak a pálya helyreállítását követő lehozatala volt az utolsó tényleges vonatközlekedés a vonal történetében.
Azóta a lopások miatt egyre járhatatlanabb a pálya. Az átjárók azóta le lettek aszfaltozva, és az útátjárójelzőket, illetve a 2 db vonat által működtetett fénysorompót elvitték. 2008 végén a súlykörtés váltókészülékek még megvoltak, illetve Mátramindszent alakjelzői is. A pályából kb. 25 m sín hiányzott, töröttek a keresztaljak illetve az alátétlemezek. Az egyéb hibákat kivéve Homokterenye határától a pálya jó állapotú egészen Mátranovák előjelzőéig. 2 db hídon hiányzik a korlát. Egyetlen jó állapotú híd az Iványi-patak hídja.
A szaporodó anyaglopások - illesztő lemezek, alátétek, csavarok - miatt a pályavasút 2009 májusában a vonalat szinte teljes hosszában felszedte, a sínek mellett az aljak nagy részét is kiemelte és elszállította, így ma már több ponton csak az alacsony töltés utal arra, hogy hol vezetett a vasút.[forrás?] A vonal felépítménye csak a lakott területeken maradt teljes: Homokterenye határától a legközelebbi útátjáróig megmaradt a vasút, de a megállóhely esőbeállóját elbontották, az útátjárónál a sínszálakat kiemelték. A Homokterenye belterületén lévő útátjárótól Mátranovák végállomásig a vonal szinte teljes, ám az illesztések és csavarok nagy arányú hiánya miatt járhatatlan.

## Galéria

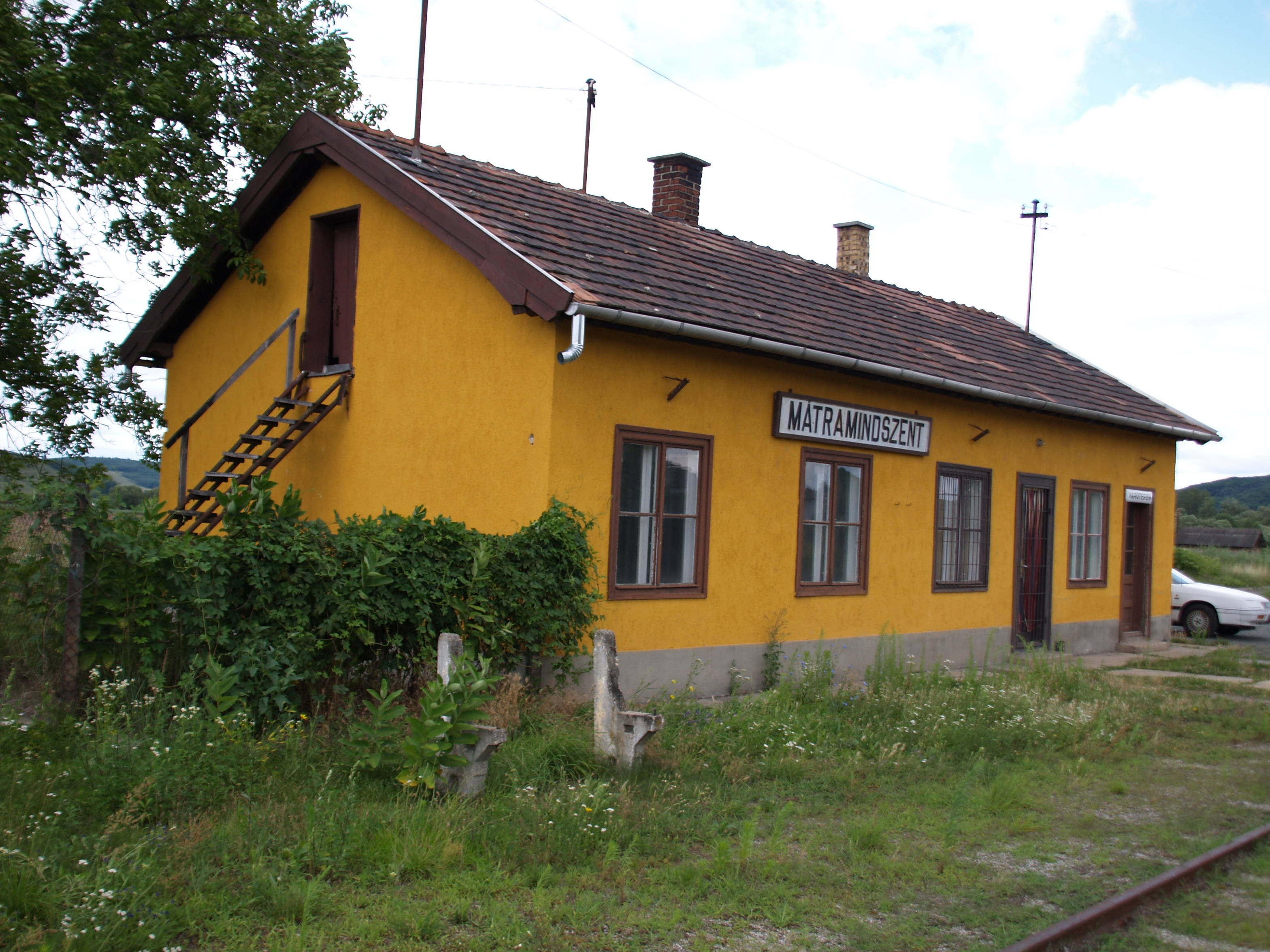
Mátramindszent állomása üresen áll, mióta megszűnt a személyszállítás a 84-es vasútvonalon.
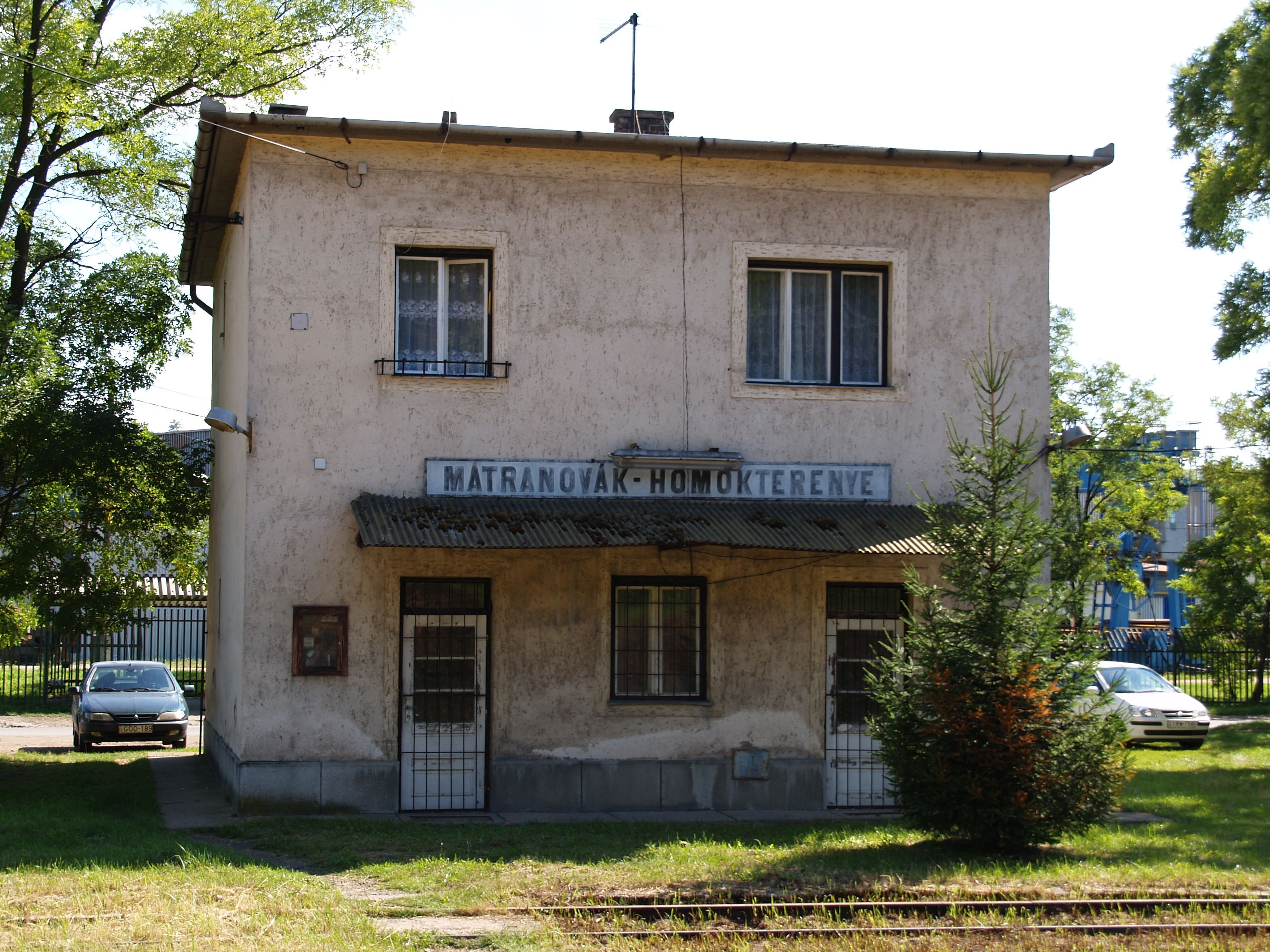
Mátranovák-Homokterenye vasútállomás 2008. július 22.
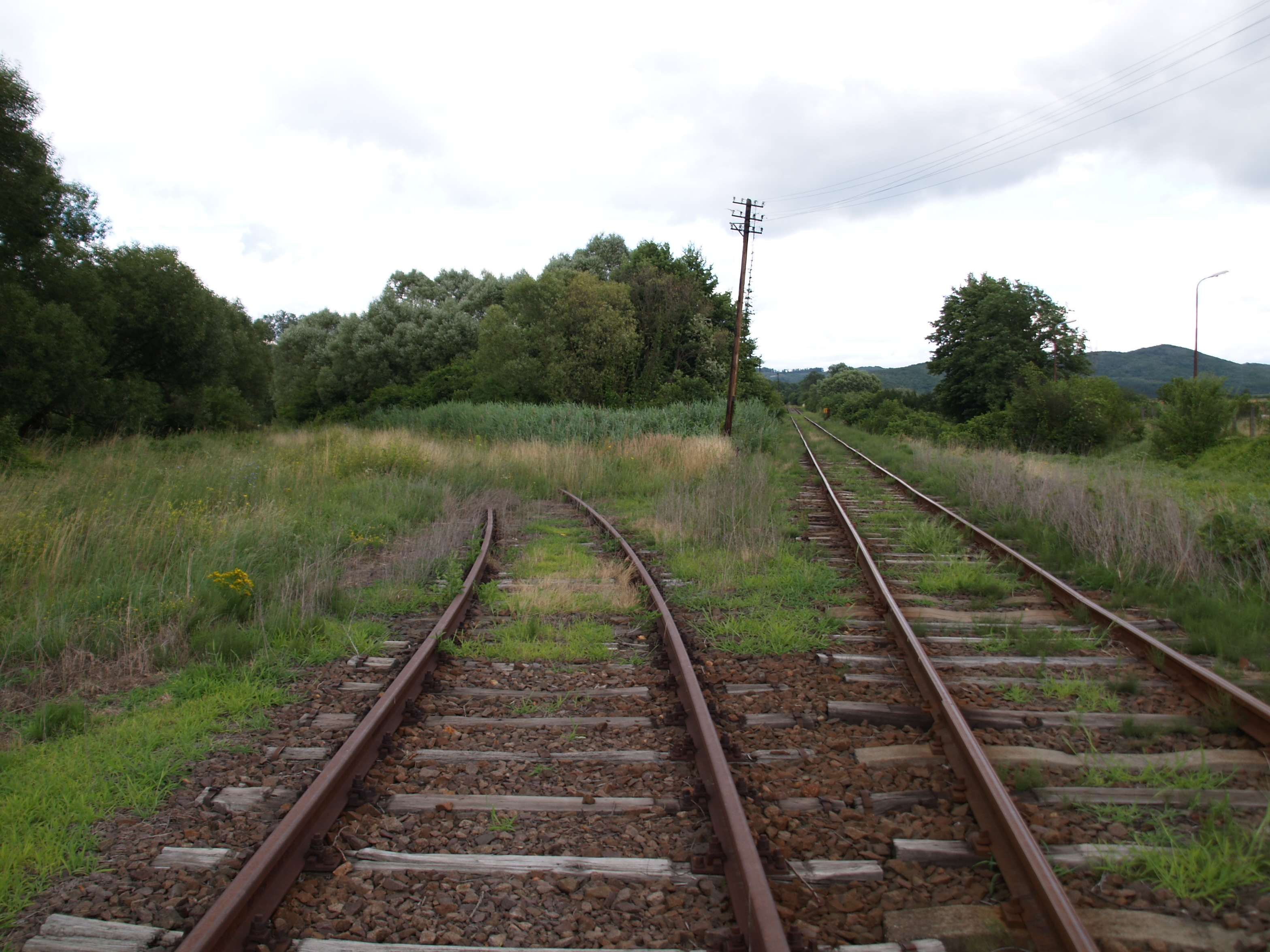
A 83-as vasútvonal kiágazása a 84-es vasútvonalból (a bal oldali, fák közelébe vezető vonal a 83-as vasútvonal)
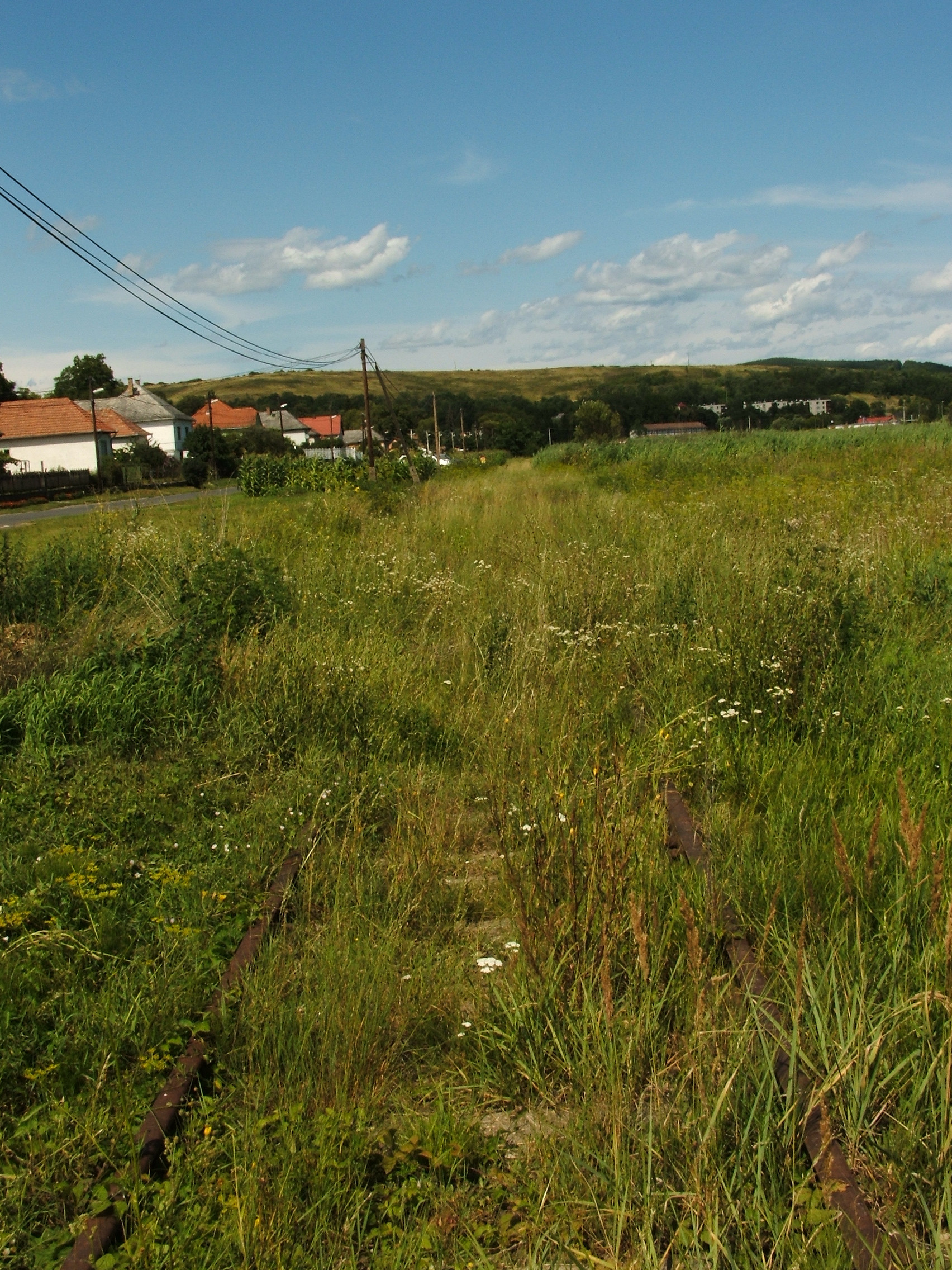
Az elgazosodott vágány Mátranovák közelében
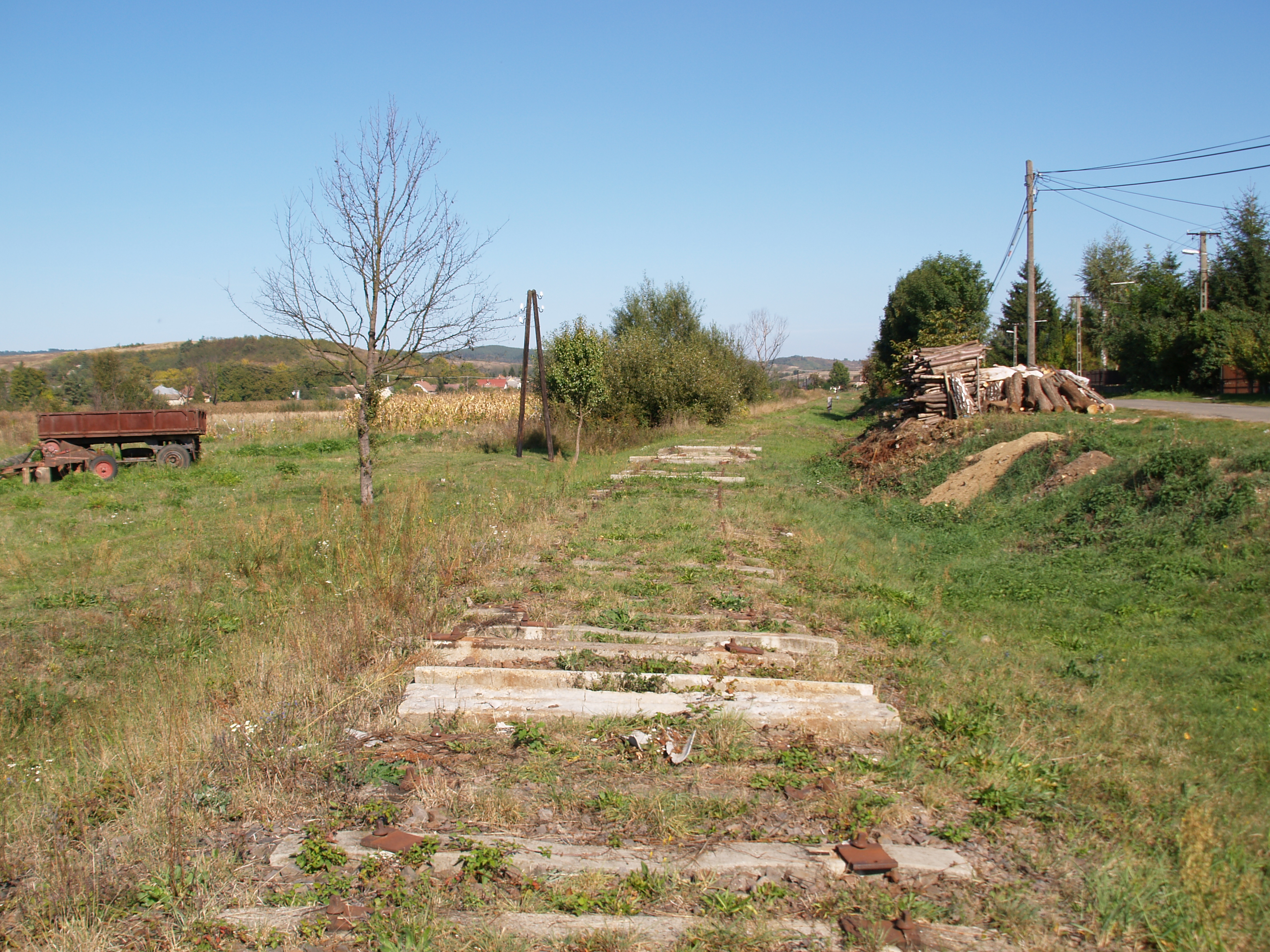
"Ideiglenes" üzemszünet a 83-as vasútvonalon, felszedett sínszálak, kiemelt betonaljak
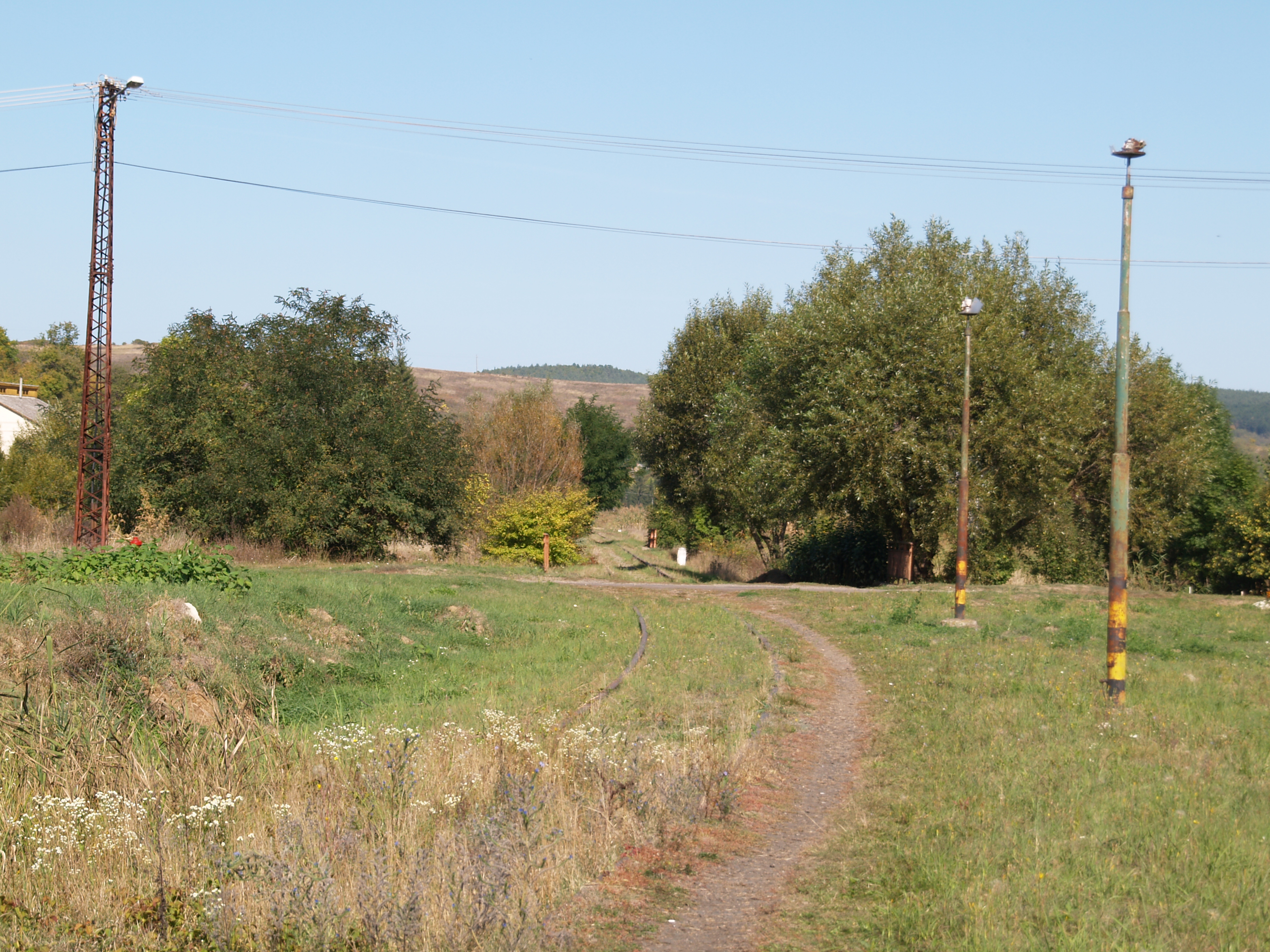
Homokterenye vasúti megállóhely
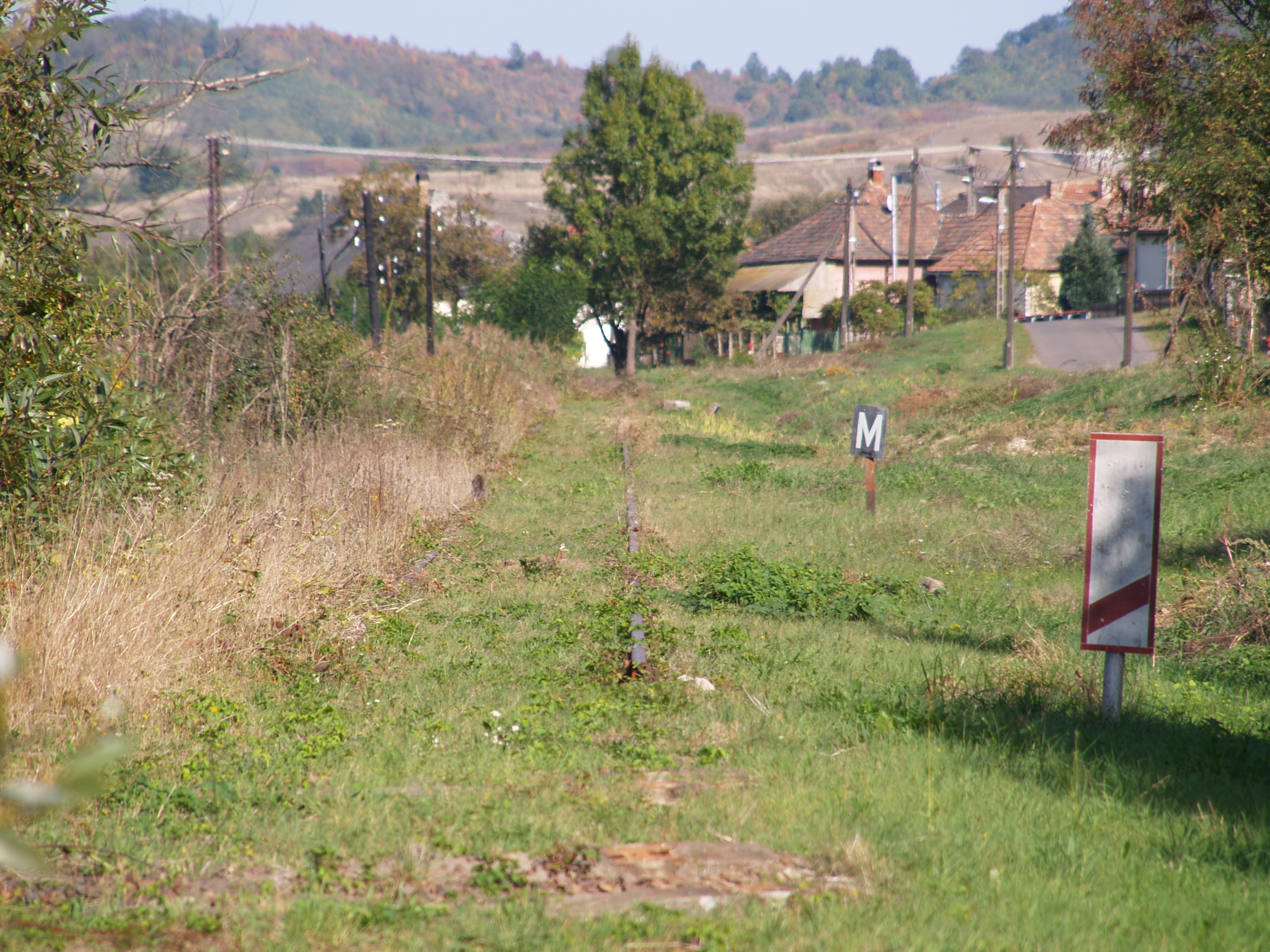
Homokterenye, a 83-as maradványa